# Ronald Zubar
Ronald Zubar (ur. 20 września 1985 w Les Abymes na Gwadelupie) – francuski piłkarz, występujący na pozycji obrońcy bądź defensywnego pomocnika.

## Kariera klubowa
Od 2009 roku był zawodnikiem Wolverhampton Wanderers, do którego przyszedł z Olympique Marsylia. Jest wychowankiem SM Caen. W 2007 i 2009 roku wywalczył z Olympique Marsylia wicemistrzostwo Francji.
31 stycznia 2013 roku podpisał kontrakt z AC Ajaccio. W 2015 przeszedł do New York Red Bulls. W 2017 roku zakończył karierę.
| Sezon   | Klub                    | Kraj              | Rozgrywki      | Mecze | Bramki | Rozgrywki Europy   | Mecze | Bramki |
| ------- | ----------------------- | ----------------- | -------------- | ----- | ------ | ------------------ | ----- | ------ |
| 2002/03 | SM Caen                 | Francja           | Ligue 2        | 7     | 0      | –                  | –     | –      |
| 2003/04 | SM Caen                 | Francja           | Ligue 2        | 25    | 1      | –                  | –     | –      |
| 2004/05 | SM Caen                 | Francja           | Ligue 1        | 34    | 1      | –                  | –     | –      |
| 2005/06 | SM Caen                 | Francja           | Ligue 2        | 31    | 0      | –                  | –     | –      |
| 2006/07 | Olympique Marsylia      | Francja           | Ligue 1        | 34    | 0      | Liga Europy UEFA   | 3     | 0      |
| 2007/08 | Olympique Marsylia      | Francja           | Ligue 1        | 21    | 1      | Liga Europy UEFA   | 3     | 0      |
| 2008/09 | Olympique Marsylia      | Francja           | Ligue 1        | 17    | 1      | Liga Mistrzów UEFA | 9     | 0      |
| 2009/10 | Wolverhampton Wanderers | Anglia            | Premier League | 23    | 1      | –                  | –     | –      |
| 2010/11 | Wolverhampton Wanderers | Anglia            | Premier League | 15    | 1      | –                  | –     | –      |
| 2011/12 | Wolverhampton Wanderers | Anglia            | Premier League | 15    | 1      | –                  | –     | –      |
| 2012/13 | Wolverhampton Wanderers | Anglia            | Championship   | 8     | 0      | –                  | –     | –      |
| 2012/13 | AC Ajaccio              | Francja           | Ligue 1        | 15    | 1      | –                  | –     | –      |
| 2013/14 | AC Ajaccio              | Francja           | Ligue 1        | 15    | 1      | –                  | –     | –      |
| 2014/15 | AC Ajaccio              | Francja           | Ligue 1        | 8     | 0      | –                  | –     | –      |
| 2015    | New York Red Bulls      | Stany Zjednoczone | MLS            | 12    | 1      | –                  | –     | –      |
| 2016    | New York Red Bulls      | Stany Zjednoczone | MLS            | 21    | 2      | –                  | –     | –      |
| 2016/17 | Red Star FC             | Francja           | Ligue 2        | 0     | 0      | –                  | –     | –      |

## Kariera reprezentacja
Jest byłym reprezentantem francuskiej młodzieżówki. W 2014 roku zadebiutował w reprezentacji Gwadelupy.